# Министерство инфраструктуры и водного хозяйства Нидерландов
Министерство инфраструктуры и водного хозяйства Нидерландов (нидерл. Ministerie van Infrastructuur en Waterstaat) создано в 2010 году кабинетом Рютте путём слияния бывшего Министерства транспорта, общественных работ и водного хозяйства и Министерства жилищного строительства, территориального планирования и окружающей среды. Исполняющая обязанности министра — Софи Херманс с 3 июня 2025 года.